# Hammerhaus (Thurnau, Döllnitz)
Hammerhaus (oberfränkisch: Home-haus) ist ein Gemeindeteil des Marktes Thurnau im Landkreis Kulmbach (Oberfranken, Bayern).

## Geographie
Die Einöde liegt etwas abseits am südlichen Ufer des Friesenbaches. Im Süden grenzt eine bewaldete Anhöhe an. Ein Anliegerweg führt zur Kreisstraße KU 5 (0,3 km nördlich), die nach Döllnitz (1 km westlich) bzw. nach Hutschdorf (0,8 km östlich) verläuft.

## Geschichte
Hammerhaus wurde 1699 erstmals urkundlich erwähnt. Der Ortsname nahm Bezug auf die in der Nähe befindliche Hammermühle.
Gegen Ende des 18. Jahrhunderts bestand der Ort aus einem Anwesen. Das Hochgericht sowie die Grundherrschaft über das Söldengut übte das Giech’sche Amt Thurnau aus.
Mit dem Gemeindeedikt wurde Hammerhaus 1811 dem Steuerdistrikt Thurnau zugewiesen. Mit dem Zweiten Gemeindeedikt (1818) kam der Ort an den Steuerdistrikt Peesten und an die Ruralgemeinde Döllnitz. Am 1. Januar 1972 wurde Hammerhaus im Zuge der Gebietsreform in Bayern in den Markt Kasendorf eingegliedert. 1983 erfolgte die Umgemeindung nach Thurnau.

### Einwohnerentwicklung
| Jahr      | 001818 | 001861 | 001871 | 001885 | 001900 | 001925 | 001950 | 001961 | 001970 | 001987 |
| Einwohner | *      | 9      | 9      | 5      | 9      | 6      | 5      | 6      | 6      | 4      |
| Häuser    | *      |        |        | 1      | 1      | 1      | 1      | 1      |        | 1      |
| Quelle    | [ 7 ]  | [ 10 ] | [ 11 ] | [ 12 ] | [ 13 ] | [ 14 ] | [ 15 ] | [ 16 ] | [ 17 ] | [ 1 ]  |

## Religion
Hammerhaus ist evangelisch-lutherisch geprägt und nach St. Johannes der Täufer (Kasendorf) gepfarrt.